# Teofilacto I
Teofilacto I (* h. 864  - h. 925) fue  un cónsul y senador romano y Conde de Tusculum.   
Mencionado por primera vez en un documento de 901 como juez palatino del emperador Luis III el Ciego, con el papa Sergio III, con el que seguramente estaba emparentado, pasa a desempeñar los cargos de Magister Militum  (comandante en jefe del ejército) y de Sacri Palatii Vestararius  (administrador de los bienes del Papa) para posteriormente, en 906, recibir el título de Gloriosissimus Dux”  pasando a liderar a la nobleza urbana de Roma.
Casado con Teodora, junto a ésta y a la hija de ambos Marozia, ejercerá una gran influencia sobre los sucesivos papas que ocuparán el trono de San Pedro hasta su muerte, inaugurando un periodo de la historia papal conocido como pornocracia.
Además de Marozia, tuvo otras dos hijas: Teodora,  que dará origen a la familia de los Crescenzi; y Sergia, que aunque probablemente fue hija natural del papa Sergio III fue reconocida por Teofilacto como propia.
El Papa Juan X lo envió a negociar una alianza militar con el príncipe normando de la Campania para formar una liga militar que derrotara a los árabes en la batalla de Garigliano en agosto de 915 y que como principal consecuencia fue el que las tropas musulmanas abandonaran el territorio del Lacio.
Fue destituido en  924 por el Papa Juan X poco antes de su muerte.